# Иво Панов
Иво Кирилов Панов е български иранист, преводач и университетски преподавател, професор в Софийския университет.

## Биография
Риден е през 5 октомври 1958 г. в София. В периода 1978 – 1980 г. е учи персийска филология в Кабулския държавен университет, Афганистан, а през 1980 – 1984 г. – източни езици и литература в Азербайджанския държавен университет „С. М. Киров“. От 1985 г. е хоноруван преподавател по персийски език и литература в Софийския университет „Св. Климент Охридски“, а от 1990 г. е редовен асистент в Центъра за източни езици и култури. От 1993 г. е старши асистент, а през 2001 г. защитава докторска дисертация на тема „Нови аспекти в изучаването на поетическото наследство на Омар Хайям“ и е избран за доктор. През 2002 г. е избиран за главен асистент по персийска литература и култура, а през 2005 г. става доцент по класическа персийска литература. В периода 2007 – 2011 г. оглавява катедра „Класически изток“ във Факултета по класически и нови филологии на Софийския университет. През 2018 г. е избран за професор.
Преподава в Софийския университет „Св. Климент Охридски“, 18 СУ „Уилям Гладстоун“ в София, Бургаския свободен университет, Нов български университет и Академията на МВР. Владее фарси, дари, таджикски език. Превежда от персийски и на персийски език.
Участник е в 26 научни конференции и симпозиуми в България, Афганистан, Турция, Иран и Австрия. Автор е на 77 научни, литературно-критически и публицистични материали (книги, студии и статии) в България и в чужбина. През 2008 г. участва в първата национална интердисциплинарна пилотна научна експедиция „Българи – Прародина“, организирана под патронажа на Софийския университет „Св. Климент Охридски“ и на Българската академия на науките в Афганистан, Таджикистан и Узбекистан, а през 2010 г. – във Втората национална интердисциплинарна научна експедиция „Българи – Прародина“ в Иран.
Той е член на Съюза на българските писатели, Съюза на преводачите в България и Съюза на българските журналисти. Председател е на Дружеството на приятелите на персийския език и култура в България. От 2016 г. е Председател на Съюза на преводачите в България.

## Книги
Автор е на:
- монографията „Персийско-български речник“ (2009),
- „Българско-персийски речник“ (2013, два тома),
- „Персийска класическа литература (IX-XV век)“ (2018).[3]